# Roscanvel
 Roscanvel  (en bretón Roskañvel) es una población y comuna francesa, situada en la región de Bretaña, departamento de Finisterre, en el distrito de Châteaulin y cantón de Crozon.

## Demografía
| 629 | 613 | 574 | 697 | 740 | 787 |
| Para los censos de 1962 a 1999 la población legal corresponde a la población sin duplicidades (Fuente: INSEE [Consultar]) |     |     |     |     |     |